# Mascot 100

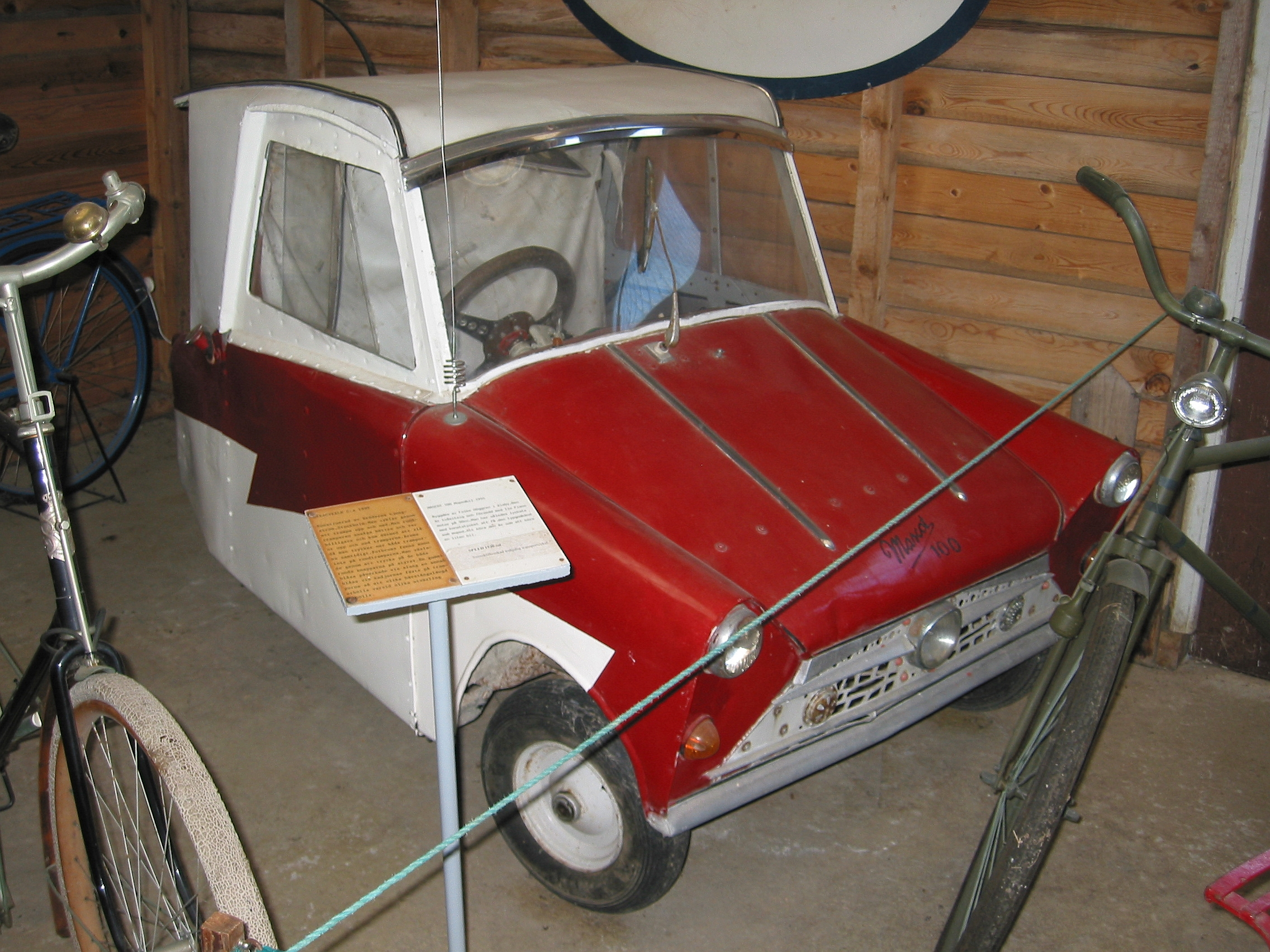
Mascot 100 von 1955 im Gotlands Veteranbilmuseum

Mascot 100 war ein schwedischer Hersteller von Automobilen.

## Unternehmensgeschichte
Das Unternehmen aus Visby begann 1955 mit der Produktion von Automobilen. Konstrukteur war Folke Höggren. Im gleichen Jahr endete die Produktion bereits wieder.

## Fahrzeuge
Das einzige Modell war ein Kleinstwagen. Das Fahrzeug bot Platz für zwei Personen. Für den Antrieb sorgte ein Einbaumotor von den ILO-Motorenwerken mit 50 cm³ Hubraum.
Ein Fahrzeug dieses Herstellers ist erhalten geblieben und im Gotlands Veteranbilmuseum in Vibble bei Visby auf Gotland ausgestellt.